# Mars Next Generation
Mars Next Generation — программа НАСА, которая появилась в результате пересмотра Программы по исследованию Марса вследствие сокращения бюджета Агентства на 2013 финансовый год и призванная заполнить пустоту в грядущих исследованиях Красной планеты. В новых условиях НАСА пришлось прекратить сотрудничество с Европейским космическим агентством (ЕКА) по программе ExoMars, ограничившись бюджетом в 700—800 млн долларов, достаточным лишь для вывода на орбиту Марса орбитального аппарата или исследовательского посадочного модуля.

## Планирование новой марсианской программы
Собрание группы по планированию новой марсианской программы (Mars Program Planning Group) состоялось 26 февраля 2012 года в Вашингтоне вскоре после того, как стало известно о сокращении бюджета НАСА. Отчет о результатах планирования ожидается в августе 2012 года и будет использован при составлении бюджета Агентства на 2014 финансовый год.